# Daniel Sanchez (futbolista)
Daniel Sánchez es un exfutbolista y entrenador de fútbol francés. Actualmente está libre tras desvincularse del Club Africain.

## Carrera como futbolista
En su etapa como futbolista, Sánchez actuaba como delantero. Formado en las categorías inferiores del OGC Nice, en cuyo primer equipo debutó en 1972 y donde jugó los 9 años siguientes. Posteriormente, tuvo breves estancias en el París Saint-Germain, el FC Mulhouse y el AS Saint-Étienne. Se retiró en 1987, siendo jugador del AS Cannes.

## Carrera como entrenador
OGC Nice y Nagoya Grampus
Comenzó su carrera como entrenador en 1996, dirigiendo al OGC Nice, hasta que el club cambió de propietario y fue cesado 4 meses después de su nombramiento. Al año siguiente, se fue a la J. League para entrenar al Nagoya Grampus.
Ojeador y asistente
Durante los años siguientes, trabajó para la Asociación de Fútbol de Japón como ojeador del cuerpo técnico de su compatriota Philippe Troussier. En 2001, regresó a su país para desempeñar las mismas funciones en el Girondins de Burdeos. En 2004, se convirtió en asistente de Élie Baup en el AS Saint-Étienne, hasta que ambos dejaron la entidad en 2006.
Tours
En 2007, firmó por el Tours FC, al que ascendió a la Ligue 2 en su primera temporada y lo consolidó en la categoría de plata los tres años siguientes.
Valenciennes
En junio de 2011, sucedió a Philippe Montanier al frente del Valenciennes FC, logrando una cómoda permanencia en la Ligue 1 2011-12 y en la Ligue 1 2012-13. Fue despedido en octubre de 2013 después de un mal arranque de temporada (una sola victoria en las 9 primeras jornadas), siendo sustituido por Ariël Jacobs.
Club Africain
En 2014, vuelve a los banquillos al ser contratado por el Club Africain. Logra ganar la Liga en su primera temporada y es renovado por un año más. Sin embargo, no fue capaz de cosechar buenos resultados en su segundo curso en Túnez, por lo que abandonó el club en octubre de 2015, dejándolo como 10º clasificado.

## Clubes

### Como jugador
| Club                | País    | Año       | Partidos | Goles |
| ------------------- | ------- | --------- | -------- | ----- |
| OGC Nice            | Francia | 1972-1981 | 232      | 54    |
| París Saint-Germain | Francia | 1981-1982 | 22       | 2     |
| FC Mulhouse         | Francia | 1982-1983 | 38       | 3     |
| AS Saint-Étienne    | Francia | 1983-1985 | 65       | 7     |
| AS Cannes           | Francia | 1985-1987 | 58       | 3     |

### Como entrenador
| Club                         | País    | Año       | P   | PG | PE | PP | % v.  |
| ---------------------------- | ------- | --------- | --- | -- | -- | -- | ----- |
| OGC Nice                     | Francia | 1996      | 20  | 3  | 4  | 13 | 15    |
| Nagoya Grampus               | Japón   | 1997-1999 | 34  | 22 | 2  | 10 | 64.71 |
| AS Saint-Étienne (asistente) | Francia | 2004-2006 | 87  | 27 | 34 | 26 | 31.03 |
| Tours FC                     | Francia | 2007-2011 | 170 | 69 | 48 | 53 | 40.59 |
| Valenciennes FC              | Francia | 2011-2013 | 83  | 27 | 19 | 37 | 32.53 |
| Club Africain                | Túnez   | 2014-2015 | 35  | 23 | 6  | 6  | 65.71 |